# Pezizella
Pezizella Fuckel (czareczka) – rodzaj grzybów z rodziny Pezizellaceae.

## Systematyka i nazewnictwo
Pozycja w klasyfikacji według Index Fungorum: Pezizellaceae, Helotiales, Leotiomycetidae, Leotiomycetes, Pezizomycotina, Ascomycota, Fungi.
W edycji CABI database w 2022 r. rodzaj Pezizella Fuckel został uznany za synonim rodzaju Calycina.
Nazwa polska według W. Fałtynowicza. Taką samą nazwę czareczka ma też inny rodzaj grzybów – Pseudoplectania.

## Gatunki występujące w Polsce
- Pezizella alniella (Nyl.) Dennis 1956
- Pezizella chionea (Fr.) Dennis 1956
- Pezizella eburnea (Roberge) Dennis 1956
- Pezizella epithallina (W. Phillips & Plowr.) Sacc. 1889 – czareczka naplechowa[3]
- Pezizella milliaris Velen. 1934
- Pezizella parilis (P. Karst.) Dennis 1956
- Pezizella perexigua (J. Schröt.) Sacc. 1895
- Pezizella subtilissima (J. Schröt.) Sacc. 1895
- Pezizella virens (Alb. & Schwein.) Rehm 1892
- Pezizella vulgaris (Fr.) Sacc. 1889

Nazwy naukowe na podstawie Index Fungorum. Wybór gatunków według M.A. Chmiel.